# Lista de vice-presidentes do México

Escudo Nacional dos Estados Unidos Mexicanos (1824-1918)

O cargo de Vice-presidente do México foi estabelecido pelo Artigo nº75 da Constituição de 1824 e abolido pela atual Constituição em 1917. Os vice-presidentes do México foram:
1. Nicolás Bravo (1824-1827)
2. Anastasio Bustamante (1829-1832)
3. Valentín Gómez Farías(1833-1835)
4. Nicolás Bravo (1846)
5. Valentín Gómez Farías (1846-1847)
6. Ramón Corral (1904-1911)
7. Abraham González (1911)
8. José María Pino Suárez (1911-1913)